# Klembów (village)
Pour les articles homonymes, voir Klembów.

Klembów  (prononciation : [ˈklɛmbuf]) est un village polonais de la gmina de Klembów dans le powiat de Wołomin de la voïvodie de Mazovie dans le centre-est de la Pologne.
Il est le siège de la gmina de Klembów.
Il se situe à environ 8 kilomètres au nord-est de Wołomin (siège du powiat) et à 30 kilomètres au nord-est de Varsovie (capitale de la Pologne).
De 1975 à 1998, le village appartenait administrativement à la voïvodie d'Ostrołęka.
Le village possède une population de 920 habitants en 2006.